# Hockeer
H.V. Hockeer is een Nederlandse hockeyclub uit Cadier en Keer. In 1976 is de club opgericht en beide eerste elftallen spelen in de vierde klasse. Het clubtenue bestaat uit een oranje shirt, groene broek of rok, en oranje sokken.